# Partito Democratico Amazigh Marocchino
Il Partito Democratico Amazigh Marocchino (in berbero: Akabar Amagday Amaziɣ Amɣrabi; in francese: Parti Démocratique Amazigh Marocain; in arabo الحزب الديموقراطي الأمازيغي المغربي‎?) è stato un partito politico marocchino. Dopo la sua dissoluzione, il partito si ricostituì come Izigzawen.

## Storia
Il partito nacque ufficialmente nel 2005 a Marrakech, su impulso del militante berberista Ahmed Adghirni. Gli attivisti della nuova formazione, per ovviare alla legge marocchina che vietava la costituzione di gruppi politici la cui agenda politica perseguisse principi etnocentrici, affermarono che il partito era aperto a tutta la cittadinanza, sostenendo che la stragrande maggioranza dei marocchini potevano rivendicare almeno un parziale retaggio berbero. Il partito attrasse soprattutto giovani intellettuali; oltre l'80% dei suoi rappresentanti avevano meno di 30 anni. Il partito perseguì obiettivi nazionali, proponendo una struttura federale nell'ambito della monarchia marocchina.
Il partito non venne riconosciuto dalle autorità marocchine e venne dichiarato illegale da un tribunale marocchino di giustizia a Rabat il 17 aprile 2008, dal momento che la sua agenda politica venne ritenuta etnocentrica. Successivamente, il partito si ricostituì come un partito ecologista, chiamato Izigzawen, guidato da Omar Louzi e da Adghirni, focalizzandosi su tematiche quali la biodiversità, lo sviluppo sostenibile, la laicità, i diritti umani e la diversità culturale.